# Książki (gmina)

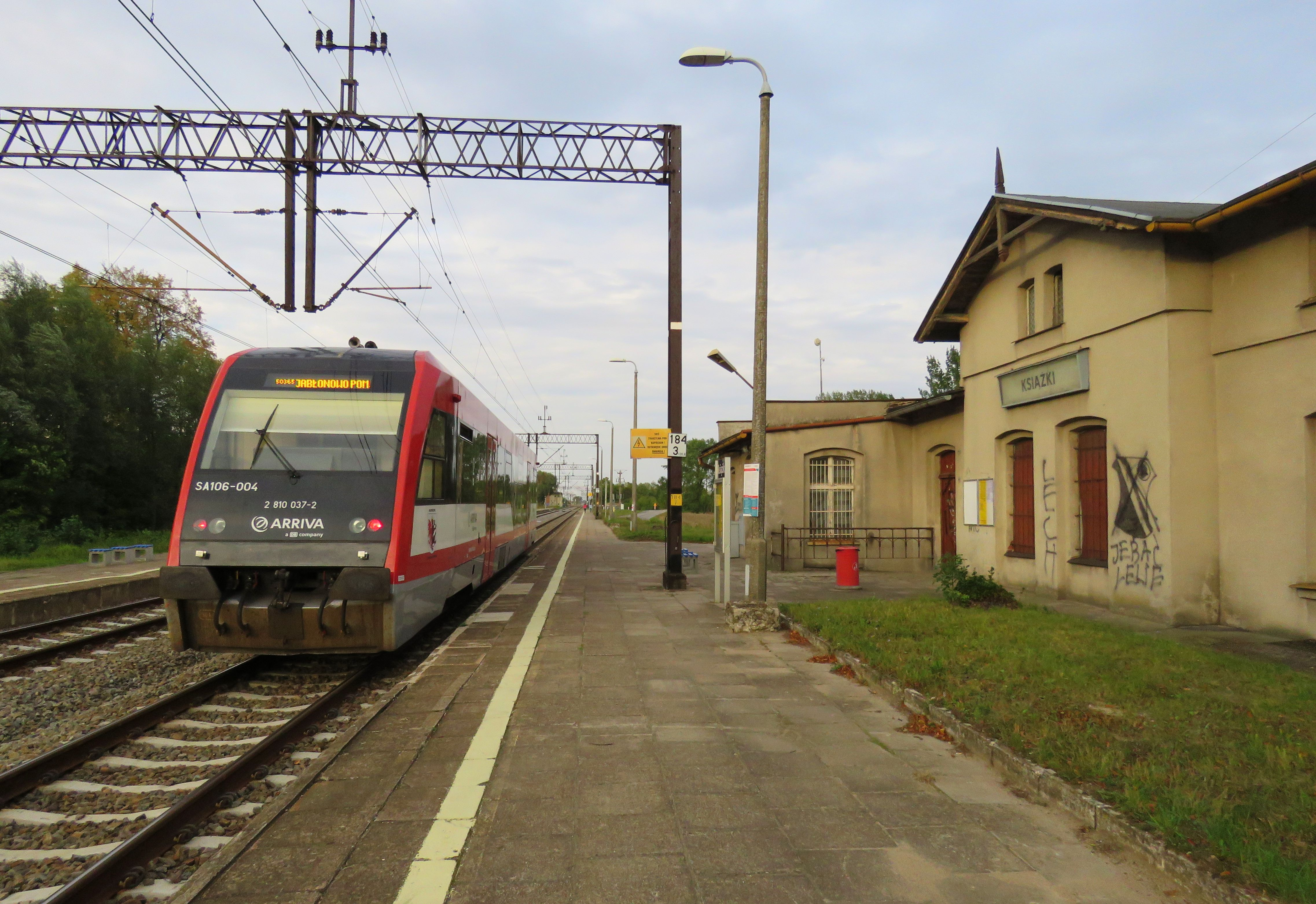
Gare

Książki est une gmina rurale du powiat de Wąbrzeźno, Couïavie-Poméranie, dans le centre-nord de la Pologne. Son siège est le village de Książki, qui se situe environ 10 km au nord-est de Wąbrzeźno et 45 km au nord-est de Toruń.
La gmina couvre une superficie de 86,54 km2 pour une population de 4 299 habitants.

## Géographie
La gmina est bordée par les gminy de Bobrowo, Dębowa Łąka, Jabłonowo Pomorskie, Radzyń Chełmiński, Świecie nad Osą et Wąbrzeźno.